# Taizhou (Jiangsu)
Taizhou is een stadsprefectuur in de oostelijke provincie Jiangsu, Volksrepubliek China. Taizhou had bij de census van 2020 4.512.762 inwoners, waarvan 1.348.327 inwoners in de centrale stad. 
Taizhou is de zetel van de prefectuur Taizhou waaronder ook de districten en voorsteden Jiangyan en Gaogang en de stadsarrondissementen en satellietsteden Jingjiang, Taixing en Xinghua vallen.
Taizhou is gelegen aan de noordelijke linkeroever van de Yangtze, bij de kruising van de stroom met het Grote Kanaal.
In de Periode van Lente en Herfst was de stad al gekend, maar werd ze benoemd als Hǎiyáng (海陽). Ten tijde van de Westelijke Han-dynastie was de naam Hǎilíng (海陵), een naam die nog steeds verder leeft als de districtsnaam waarmee het stadscentrum wordt aangeduid. In het tijdperk van de Vijf Dynastieën en Tien Koninkrijken was Hailing gelegen in het koninkrijk Zuidelijke Tang en was het de heerser Li Bian die in 937 het gebied onttrok aan de prefectuur Yangzhou en de aparte prefectuur Taizhou oprichtte. In 1284 werd dit weer teruggedraaid maar in 20e eeuw herstelde de Communistische Partij de aparte prefectuur.

## Stedenbanden
- Taizhou is een zusterstad van de Nederlandse stad Oss.[1]

## Bestuurlijke indeling
De stadsprefectuur bestaat uit zes stadsdelen, drie districten en drie stadsarrondissementen. In onderstaande tabel de bevolkingscijfers van de census van 2010.
| Map | Map                 | Map    | Map           | Map       | Map         | Map     |
| --- | ------------------- | ------ | ------------- | --------- | ----------- | ------- |
| Hailing district Gaogang district Jiangyan district Xinghua stadsarr. Jingjiang stadsarr. Taixing stadsarr. Yangtze |                     |        |               |           |             |         |
| Stadsdeel | Bestuursvorm        | Hanzi  | Pinyin        | Inwoners  | Oppervlakte | Inw/km² |
| Stadscentrum |                     |        |               |           |             |         |
| Hailing | district            | 海陵区 | Hǎilíng Qū    | 594.656   | 337,9       | 1.760   |
| Voorstedelijk |                     |        |               |           |             |         |
| Gaogang | district            | 高港区 | Gāogǎng Qū    | 283.807   | 301,7       | 941     |
| Jiangyan | district            | 姜堰区 | Jiāngyàn Qū   | 728.645   | 927,53      | 786     |
| Satellietsteden |                     |        |               |           |             |         |
| Jingjiang | stadsarrondissement | 靖江市 | Jìngjiāng Shì | 684.360   | 665,6       | 1.044   |
| Taixing | stadsarrondissement | 泰兴市 | Tàixīng Shì   | 1.073.921 | 1.169,56    | 891,8   |
| Xinghua | stadsarrondissement | 兴化市 | Xīnghuà Shì   | 1.253.548 | 2.394,96    | 523     |
| Totaal | Totaal              | Totaal | Totaal        | 4.618.937 | 5.787,25    | 798     |